# Manokwari
Manokwari es una ciudad y regencia de la provincia indonesia de Papúa Occidental, al oeste de la isla de Nueva Guinea. Desde 2003 es la capital de la provincia. Manokwari es un puerto situado en la costa noreste de la península Cabeza de Pájaro. Está rodeado de un paisaje de colinas dominadas por los montes Arfak que alcanzan más de 2.900 m de altitud.